# Torvoris Baker
Torvoris Carnal Baker (* 24. März 1983 in Albany, Georgia) ist ein ehemaliger US-amerikanischer Basketballspieler.

## Werdegang
Der 1,98 Meter große Baker wurde als Power Forward eingesetzt. In seinem Heimatland war er Student und Basketballspieler an der University of Detroit Mercy, in seinem Abschlussspieljahr 2005/06 erzielte er im Durchschnitt 8,3 Punkte je Begegnung sowie mit 7,3 Rebounds à Spiel den Mannschaftshöchstwert.
Seinen ersten Profivertrag unterzeichnete der US-Amerikaner bei Neptune Cork in der Republik Irland, für den Verein spielte er 2006/07 und wechselte 2007 zu den Hertener Löwen in die dritte Liga Deutschlands. Das Fachportal Eurobasket.com zeichnete ihn als besten Flügelspieler der Saison 2007/08 in der 2. Bundesliga ProB aus. 2008 wechselte Baker von Herten zum BV Chemnitz 99 in die zweitklassige 2. Bundesliga ProA.
Ebenfalls in der zweithöchsten deutschen Spielklasse war Baker 2009/10 Leistungsträger der GiroLive-Ballers Osnabrück, für die er im Durchschnitt 16,1 Punkte sowie 8,8 Rebounds erreichte. Im Spieljahr 2010/11 wurde Baker mit den Würzburg Baskets in der 2. Bundesliga ProA hinter dem FC Bayern München Tabellenzweiter.
Zwischen 2011 und 2015 stand er bei BiG Gotha unter Vertrag. Er gewann mit der Mannschaft 2012 den Meistertitel in der 2. Bundesliga ProB. Mit Mittelwerten von 11,2 Punkten sowie 8,3 Rebounds je Begegnung war Baker Leistungsträger des Meisteraufgebots.
Nach vier Jahren in Gotha wurde er 2015 vereinslos, verstärkte dann im Spieljahr 2015/16 den BBC Osnabrück in der Bezirksliga. Nach dem Aufstieg trat Baker mit den Osnabrückern ab 2016 in der Bezirksoberliga an. Es gelang der Sprung in die Oberliga, in der Baker den BBC Osnabrück 2019 mit einem Punkteschnitt von 28,6 je Begegnung zum Meistertitel führte. Anschließend nahm er mit der Mannschaft am Spielbetrieb der 2. Regionalliga teil.
In der Sommerpause 2021 wurde er im Alter von 37 Jahren Mitglied des TV Ibbenbüren in der 1. Regionalliga West. Für die Mannschaft brachte es der US-Amerikaner während des Spieljahres 2021/22 auf 25 Regionalligaeinsätze (11,2 Punkte und 8,9 Rebounds im Durchschnitt).
Im Juni 2023 erlangte er den B-Trainerschein des Deutschen Basketball-Bundes. Baker trat mit Beginn des Spieljahres 2023/24 das Amt des Cheftrainers bei der inzwischen in die Oberliga abgerutschte Herrenmannschaft des BBC Osnabrück an. 2024 führte er die Mannschaft zum Wiederaufstieg in die 2. Regionalliga. Er wurde beim BBC auch in der Jugendarbeit tätig und war als Mitglied eines dreiköpfigen Trainerstabes daran beteiligt, 2024 die SG TV Ibbenbüren/BBC Osnabrück in die Jugend-Basketball-Bundesliga zu führen.